# Епархия Тиниса
Епархия Тиниса (лат. Dioecesis Thinitana) — титулярная епархия Римско-Католической церкви.

## История
Город Тинис, который сегодня идентифицируется c раскопками El-Birbeh, находился в провинции Фиваида Византийского Египта и являлся местом античной христианской епархии, которая входила в митрополию Птолемаиды Фиваидской Александрийского патриархата.
Историки Michel Lequien и Pius Bonifacius Gams отождествляют епархию Тиниса с архиепархией Птолемаиды Фиваидской на основании того, что первый из трёх известных епископов Аммоний носил титул «in Diospoli et in Ptolemaide» (в Диосполе и Птолемаиде), а двое последующих епископов имели титул «episcopi Thyneos» (епископ Тиниса).
C 1938 года епархия Тиниса является титулярной епархией Римско-Католической церкви. C 1974 года епархия Тиниса является вакантна.

## Епископы
- епископ Аммоний;
- епископ Ираклид (упоминается в 431 году)
- епископ Иссак (упоминается в 457 году).

## Титулярные епископы
- епископ John Reesinck (29.03.1938 — 7.11.1963);
- епископ Andrien-Jean Larribeau (6.11.1963 — 12.08.1974);
  - вакансия.

## Источник
- Pius Bonifacius Gams, Series episcoporum Ecclesiae Catholicae, Leipzig 1931, стр. 462  (лат.)
- Michel Lequien, Oriens christianus in quatuor Patriarchatus digestus, Parigi 1740, Tomo II, coll. 605—606  (лат.)